# William Brydon
William Brydon (Londra, 10 ottobre 1811 – Scozia, 20 marzo 1873) è stato un militare e medico britannico.
Ufficiale medico chirurgo nelle truppe della Compagnia delle Indie Orientali durante la Prima guerra anglo-afgana del 1839-1842, divenne famoso come l'unico soldato di una armata di 4500 militari (e oltre 12000 civili di accompagnamento) che riuscì a scappare da Kabul, abbandonata in fretta e furia dall'armata occupante guidata da William George Keith Elphinstone nel gennaio 1842. La ritirata da Kabul del contingente inglese è anche nota come "Disastro dell'Afghanistan".

## Ritiro da Kabul
Le truppe guidate da William George Keith Elphinstone abbandonarono Kabul il 6 gennaio 1842, a seguito della resistenza delle truppe guidate da Dost Mohammed. La ritirata coinvolse più di 16000 persone, di cui 4500 soldati (circa 600 britannici, gli altri indiani). Inoltre seguivano i soldati circa 12500 persone civili, tra cui molte donne. A causa del freddo, della mancanza di attrezzatura e della guerriglia afgana le truppe inglesi e i loro accompagnatori civili furono presto decimati.
Nel pomeriggio del 13 gennaio 1842 i soldati inglesi di guardia a Jalalabad, che aspettavano i loro commilitoni in ritirata da Kabul si trovarono davanti solamente William Brydon. Questa scena fu rappresentata in un famoso dipinto. Brydon riportava una ferita in testa, con una spada afgana che aveva tranciato un piccolo pezzo della calotta cranica, ed era stato salvato solamente da un libro, messo sopra la testa per proteggersi dal freddo.